# Алексей Родионов
Алексей Викторович Родионов (на руски: Алексей Викторович Родионов) е руски офицер, генерал от кавалерията. Участник в Руско-турската война (1877 – 1878).

## Биография
Алексей Родионов е роден на 14 юли 1853 г. в Област на Донската войска в семейството на потомствения казашки дворянин генерал-лейтенант Виктор Родионов. Ориентира се към военното поприще според казашката традиция и постъпва на военна служба на 1 септември 1871 г. Завършва Пажеския корпус с производство в първо офицерско звание корнет и назначение в Лейбгвардейския казашки полк (10 август 1873). Повишен е във военно звание поручик от 13 април 1875 г.
Участва в Руско-турската война (1877 – 1878). Отличава се превземането на Ловеч на 5 юли 1877 г. и е награден с орден „Света Ана“ III степен с мечове и бант. Участва в третата атака на Плевен и е награден с орден „Свети Владимир“ IV степен с мечове и бант.
След войната продължава службата си в Лейбгвардейския казашки полк като командир на ескадрон и помощник на командира на полка (1885 – 1899). Повишен е във военно звание полковник от 28 февруари 1893 г. Командир на 8-и Донски казашки полк от 1899 г. Повишен е във военно звание генерал-майор с назначение за генерал за особени поръчения при атамана на Донската казашка войска от 11 декември 1902 г. Назначен е за командир на Лейбгвардейския казашки полк със зачисление в императорската свита и 3-та бригада от 1-ва гвардейска кавалерийска дивизия (1905, 1907). Повишен е във военно звание генерал-лейтенант с назначение за командир на 2-ра сводна казашка дивизия от 14 септември 1911 г. Излиза в оставка с повишение във военно звание генерал от кавалерията, с право на пълна пенсия и носене на униформа от 31 декември 1913 г.
Връща се в армията през 1914 г. Почетен опекун на Санктпетербургския съвет, учреден от императрица Мария. Участва в Гражданската война в Русия в състава на Бялата донска армия.
Умира на 4 септември 1919 г. в Новочеркаск.